# スコット・メンヴィル
スコット・メンヴィル（Scott Menville、1971年2月12日 - ） は、アメリカ合衆国の男性声優、俳優、ミュージシャン。カリフォルニア州マリブ出身。

## 人物
父は脚本家のチャック・メンヴィル (1940年〜1992年)。ロックバンドグループ・ボーイヒッツカーの創立メンバーとして1993年から2006年までベースギターを勤めた。
テレビラジオ芸能人連盟 
、映画俳優組合会員。

### ノミネート歴
- ヤング・アーティストアワード1988年アニメーション・ボイスオーバー・グループ賞
  - 『ザ・ニューアドベンチャーズ・ジョニー・クエスト』（ジョニー・クエスト役）[2]
  - 『ポテト・ヘッド・キッズ』（スパイキー役）[2]

## 出演作品

### テレビアニメ
1986年
- ザ・ニューアドベンチャーズ・ジョニー・クエスト（ジョニー・クエスト）
- ポテト・ヘッド・キッズ（スパイキー）
- マイリトルポニー（ダニー）

1987年
- フリントストーンキッズ（フレッド・フリントストーン（2代目））

1988年
- ヨギ・ベア（コビー）

1990年
- キャプテン・プラネット（マティ）

1991年
- ラグラッツ（ラリー）

1994年
- 怪盗カルメンサンディエゴ（ザック）

1998年
- スーパーマン（ケニー）

1999年
- パワーパフガールズ（テディベア）

2001年
- ファミリー・ガイ（バートラムの泣き声）

2003年
- 頭文字D（正一、吾郎）※TOKYOPOP版
- 邪悪なコンカルネ（リック）
- ジャスティス・リーグ（キング）
- 獣兵衛忍風帖 龍宝玉篇（つぶて）
- ティーン・タイタンズ（ロビン、レッドエックス）

2005年
- アメリカン・ダッド（ティミー）
- 金色のガッシュベル!!（エシュロス）

2006年
- KND ハチャメチャ大作戦（ナンバー85/パディー）
- スーパー・ロボット・モンキー・チーム・ハイパーフォース GO!（プロメテウス・ファイブ）
- セレブ・デスマッチ（バム・マージェラ）
- ビリー&マンディ（ピノキオ）

2008年
- ベン10:エイリアン・フォース（JT（2代目））

2009年
- バットマン:ブレイブ&ボールド（メタモルフォー）

2010年
- アベンジャーズ 地球最強のヒーロー（バッキー）
- ザ・スーパーヒーロー・スクワッド・ショー（クイックシルバー）
- ベン10 アルティメットエイリアン（ジミー、パイロット2）

2011年
- ニュー・ティーンタイタンズ（ロビン）

2017年～2018年
- ストレッチ・アームストロング＆フレックス（英語版）（ストレッチ/ジェイク・アームストロング）

### 劇場アニメ
1986年
- マイリトルポニー・ザ・ムービー（ダニー）

1993年
- トトイ（ビリア、ぺドル）

1998年
- 魔女の宅急便※ディズニー版

1999年
- フランダースの犬（ジョージ）

2000年
- 天空の城ラピュタ※ディズニー版

2005年
- チキン・リトル

2006年
- オープン・シーズン

2007年
- 鉄コン筋クリート（クロ・イタチ）

2008年
- ナットのスペースアドベンチャー3D（ブッチ）
- ボルト

### OVA
1998年
- 宇宙の騎士テッカマンブレードII（ハヤト・カワカミ）
- ゴルゴ13〜QUEEN BEE〜（アントニオ）

2007年
- ティーン・タイタンズ 東京で大ピンチ!（ロビン、日本人少年）

2008年
- ティンカー・ベル
- バットマン ゴッサムナイト（Bデビル、警察官）
- リトル・マーメイドIII はじまりの物語

2009年
- オープン・シーズン2 ペット vs 野生のどうぶつたち
- ティンカー・ベルと月の石

### Webアニメ
- ティーン・タイタンズ ロスト・エピソード（ロビン）

### ゲーム
2003年
- ファイナルファンタジーX-2（ヤイバル）
- ダーククロニクル（ユリス）

2004年
- シャドウ オブ ローマ（オクタビアヌス）
- テイルズ オブ シンフォニア（ロイド・アーヴィング）
- メタルギアソリッド ザ ツインスネークス（兵士）
- メタルギアソリッド3（兵士）

2005年
- コール オブ デューティ2
- スター・ウォーズ エピソード3/シスの復讐（ジェダイ・パダワン）
- ゼノサーガ エピソードII［善悪の彼岸］（アルベド・ピアソラ（少年時代））
- ティーン・タイタンズ（ロビン）

2006年
- 金色のガッシュベル!! 激闘!最強の魔物達（エシュロス）
- レザボア・ドッグス（ミスター・オレンジ）

### 映画
1987年
- アーネスト キャンプに行く!

2000年
- クレアの恋愛狂奏曲（ルーピングボイス）
- Playing Mona Lisa（ルーピングボイス）

2003年
- 恋は邪魔者（その他の声）

2004年
- ワイルドシングス2（ボイスアーティスト）

2006年
- グランマズ・ボーイ（ルーピングボイス）

2007年
- ジェイン・オースティンの読書会（ルーピングボイス）
- 無ケーカクの命中男/ノックトアップ（ルーピングボイス）

2008年
- シャッフル2 エクスチェンジ（声）

2009年
- きみがぼくを見つけた日（ボイスオーバー）
- ハングオーバー! 消えた花ムコと史上最悪の二日酔い（その他の声）
- ファイティング（声）
- ブルーノ（ルーピングボイス）
- ペーパー・マン（ルーピングボイス）

2010年
- 妖精ファイター（声）

2011年
- Warrior（ルーピングボイス）

2012年
- ルビー・スパークス（その他の声）

### テレビ映画
1996年
- ノーマ・ジーンとマリリン（AD）

### オリジナルビデオ
2006年
- アメリカン・パイ ハレンチマラソン大会（ルーピングボイス）

### テレビドラマ
1987年
- 世にも不思議なアメージング・ストーリー（声）

1991年
- 素晴らしき日々（デーブ”ワート”ワーチャフター）

1995年
- フルハウス（ドウェイン）

2006年
- NUMBERS 天才数学者の事件ファイル（タイラー）

2010年
- ジーク アンド ルーサー（アナウンサーの声）

2016年、2020年
- フラーハウス（ドウェイン）